# Ossip Bernstein
Ossip Bernstein, all'anagrafe Osyp Samojlovyč Bernštejn (in ucraino О́сип Само́йлович Бернште́йн?; Žytomyr, 20 settembre 1882 – Pirenei francesi, 30 novembre 1962), è stato uno scacchista ucraino naturalizzato francese.

## Biografia
Nato in una famiglia ebrea, Bernstein crebbe nell'atmosfera antisemita della Russia prerivoluzionaria. Si laureò in legge ad Heidelberg nel 1906 e divenne un avvocato nel settore finanziario.
Bernstein era molto portato per gli affari e accumulò una considerevole ricchezza, ma la perse durante la rivoluzione bolscevica. Nel 1918 fu arrestato dalla Čeka (la polizia segreta bolscevica) perché era ritenuto un alleato dei banchieri, notoriamente avversi alla rivoluzione, e venne condannato a morte. Mentre era già davanti al plotone di esecuzione assieme ad altri condannati un ufficiale gli chiese se era veramente il famoso giocatore di scacchi. Alla sua risposta affermativa gli chiese di giocare una partita con lui, e nel caso avesse perso o anche fatto patta sarebbe stato fucilato. Bernstein vinse facilmente e fu liberato. Fuggì poco dopo a bordo di una nave inglese e si trasferì a Parigi.
Rimase in Francia per il resto della vita ed esercitò con successo la professione di legale per grandi società. Dopo l'occupazione tedesca della Francia durante la Seconda guerra mondiale, essendo ebreo fuggì in Spagna per sfuggire ai nazisti.
Nel 1950, quando la FIDE cominciò ad attribuire titoli ufficiali, gli fu assegnato il titolo di Grande maestro.

## Principali risultati
- 1902: vince il torneo di Berlino ed è 2º dietro a Walter ad Hannover
- 1903: vince ancora a Berlino ed è 2º a Kiev dietro a Chigorin nel campionato russo
- 1904: 2º ex aequo con Spielmann a Berlino, dietro a Horatio Caro
- 1906: 1º ex aequo con Schlechter a Stoccolma
- 1907: 1º ex aequo con Rubinstein a Ostenda
- 1911: vince il Campionato di Mosca
- 1912: 2º dietro Rubinstein a Vilnius (campionato di tutte le Russie)
- 1914: match di esibizione contro Capablanca a Mosca (+ 0 – 1 = 1)

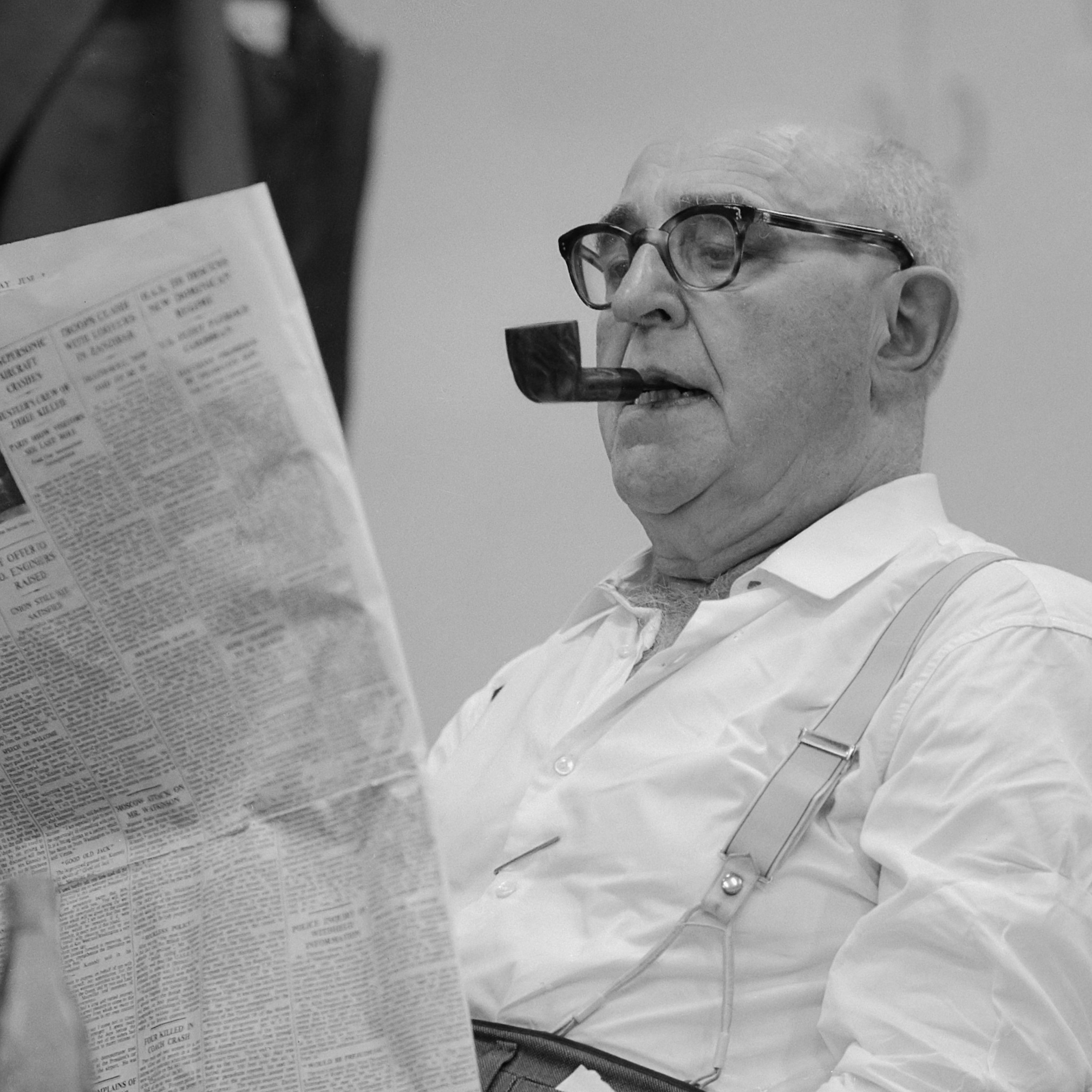
Ossip Bernstein nel 1961.

- 1922: mini-match con Alechin a Parigi (+ 0 – 1 = 1)
- 1930: 2º dietro Hans Johner a Le Pont
- 1932: 5º-6º con Bogoljubov a Berna
- 1933: pareggia un match di allenamento con Alekhine a Parigi (+ 1 – 1 = 2)
- 1938: pareggia un mini-match con Oldřich Duras a Parigi (+ 1 – 1 = 1)
- 1946: 2º dietro a Herman Steiner a Londra
- 1948: pareggia con Reuben Fine nel match telegrafico New York–Parigi
- 1949: 1º a Londra
- 1952: 2º a Barcellona dietro a Rossetto
- 1954: all'età di 72 anni è 2º con Najdorf a Montevideo (dietro a René Letelier)
- 1954: gioca per la Francia alle Olimpiadi di Amsterdam 1954 (+ 5 – 5 = 5)
- 1954: perde le due partite con David Bronštejn nel match Francia–URSS di Parigi

Nel fortissimo torneo di San Sebastián 1911 Bernstein fu protagonista di un famoso episodio. Protestò (assieme a Nimzovich per l'ammissione di Capablanca al torneo, per il fatto che Capablanca non aveva ancora vinto alcun torneo internazionale. Il caso volle che incontrasse Capablanca nella prima partita, che il cubano vinse in grande stile (vedi la partita online su Chessgames.com. Capablanca in un suo libro commentò così l'episodio: "... fui fortunato ad incontrarlo già nel primo turno".
Bernstein realizzò buoni risultati, ad eccezione di Capablanca e Alekhine, con molti campioni del suo tempo:
- Emanuel Lasker: + 2 – 2 = 1
- Mikhail Chigorin: + 2 – 1 = 0
- Akiba Rubinstein: + 1 – 1 = 7

- Salo Flohr: + 0 – 0 = 3
- Capablanca: + 0 – 3 = 1
- Alekhine: + 1 – 8 = 5

## Partite notevoli
|   | a | b | c | d | e | f | g | h |   |
| 8 | a8 torre del nero · c8 alfiere del nero · f8 torre del nero · h8 re del nero · a7 pedone del nero · b7 pedone del nero · c7 donna del nero · g7 cavallo del nero · c6 pedone del nero · e6 cavallo del nero · f6 alfiere del nero · c5 pedone del bianco · e5 pedone del nero · g5 pedone del nero · h5 pedone del nero · b4 pedone del bianco · c4 alfiere del bianco · e4 pedone del bianco · f4 pedone del nero · a3 pedone del bianco · c3 cavallo del bianco · f3 cavallo del bianco · h3 pedone del bianco · b2 alfiere del bianco · c2 donna del bianco · f2 pedone del bianco · g2 pedone del bianco · d1 torre del bianco · e1 torre del bianco · g1 re del bianco | a8 torre del nero · c8 alfiere del nero · f8 torre del nero · h8 re del nero · a7 pedone del nero · b7 pedone del nero · c7 donna del nero · g7 cavallo del nero · c6 pedone del nero · e6 cavallo del nero · f6 alfiere del nero · c5 pedone del bianco · e5 pedone del nero · g5 pedone del nero · h5 pedone del nero · b4 pedone del bianco · c4 alfiere del bianco · e4 pedone del bianco · f4 pedone del nero · a3 pedone del bianco · c3 cavallo del bianco · f3 cavallo del bianco · h3 pedone del bianco · b2 alfiere del bianco · c2 donna del bianco · f2 pedone del bianco · g2 pedone del bianco · d1 torre del bianco · e1 torre del bianco · g1 re del bianco | a8 torre del nero · c8 alfiere del nero · f8 torre del nero · h8 re del nero · a7 pedone del nero · b7 pedone del nero · c7 donna del nero · g7 cavallo del nero · c6 pedone del nero · e6 cavallo del nero · f6 alfiere del nero · c5 pedone del bianco · e5 pedone del nero · g5 pedone del nero · h5 pedone del nero · b4 pedone del bianco · c4 alfiere del bianco · e4 pedone del bianco · f4 pedone del nero · a3 pedone del bianco · c3 cavallo del bianco · f3 cavallo del bianco · h3 pedone del bianco · b2 alfiere del bianco · c2 donna del bianco · f2 pedone del bianco · g2 pedone del bianco · d1 torre del bianco · e1 torre del bianco · g1 re del bianco | a8 torre del nero · c8 alfiere del nero · f8 torre del nero · h8 re del nero · a7 pedone del nero · b7 pedone del nero · c7 donna del nero · g7 cavallo del nero · c6 pedone del nero · e6 cavallo del nero · f6 alfiere del nero · c5 pedone del bianco · e5 pedone del nero · g5 pedone del nero · h5 pedone del nero · b4 pedone del bianco · c4 alfiere del bianco · e4 pedone del bianco · f4 pedone del nero · a3 pedone del bianco · c3 cavallo del bianco · f3 cavallo del bianco · h3 pedone del bianco · b2 alfiere del bianco · c2 donna del bianco · f2 pedone del bianco · g2 pedone del bianco · d1 torre del bianco · e1 torre del bianco · g1 re del bianco | a8 torre del nero · c8 alfiere del nero · f8 torre del nero · h8 re del nero · a7 pedone del nero · b7 pedone del nero · c7 donna del nero · g7 cavallo del nero · c6 pedone del nero · e6 cavallo del nero · f6 alfiere del nero · c5 pedone del bianco · e5 pedone del nero · g5 pedone del nero · h5 pedone del nero · b4 pedone del bianco · c4 alfiere del bianco · e4 pedone del bianco · f4 pedone del nero · a3 pedone del bianco · c3 cavallo del bianco · f3 cavallo del bianco · h3 pedone del bianco · b2 alfiere del bianco · c2 donna del bianco · f2 pedone del bianco · g2 pedone del bianco · d1 torre del bianco · e1 torre del bianco · g1 re del bianco | a8 torre del nero · c8 alfiere del nero · f8 torre del nero · h8 re del nero · a7 pedone del nero · b7 pedone del nero · c7 donna del nero · g7 cavallo del nero · c6 pedone del nero · e6 cavallo del nero · f6 alfiere del nero · c5 pedone del bianco · e5 pedone del nero · g5 pedone del nero · h5 pedone del nero · b4 pedone del bianco · c4 alfiere del bianco · e4 pedone del bianco · f4 pedone del nero · a3 pedone del bianco · c3 cavallo del bianco · f3 cavallo del bianco · h3 pedone del bianco · b2 alfiere del bianco · c2 donna del bianco · f2 pedone del bianco · g2 pedone del bianco · d1 torre del bianco · e1 torre del bianco · g1 re del bianco | a8 torre del nero · c8 alfiere del nero · f8 torre del nero · h8 re del nero · a7 pedone del nero · b7 pedone del nero · c7 donna del nero · g7 cavallo del nero · c6 pedone del nero · e6 cavallo del nero · f6 alfiere del nero · c5 pedone del bianco · e5 pedone del nero · g5 pedone del nero · h5 pedone del nero · b4 pedone del bianco · c4 alfiere del bianco · e4 pedone del bianco · f4 pedone del nero · a3 pedone del bianco · c3 cavallo del bianco · f3 cavallo del bianco · h3 pedone del bianco · b2 alfiere del bianco · c2 donna del bianco · f2 pedone del bianco · g2 pedone del bianco · d1 torre del bianco · e1 torre del bianco · g1 re del bianco | a8 torre del nero · c8 alfiere del nero · f8 torre del nero · h8 re del nero · a7 pedone del nero · b7 pedone del nero · c7 donna del nero · g7 cavallo del nero · c6 pedone del nero · e6 cavallo del nero · f6 alfiere del nero · c5 pedone del bianco · e5 pedone del nero · g5 pedone del nero · h5 pedone del nero · b4 pedone del bianco · c4 alfiere del bianco · e4 pedone del bianco · f4 pedone del nero · a3 pedone del bianco · c3 cavallo del bianco · f3 cavallo del bianco · h3 pedone del bianco · b2 alfiere del bianco · c2 donna del bianco · f2 pedone del bianco · g2 pedone del bianco · d1 torre del bianco · e1 torre del bianco · g1 re del bianco | 8 |
| 7 | a8 torre del nero · c8 alfiere del nero · f8 torre del nero · h8 re del nero · a7 pedone del nero · b7 pedone del nero · c7 donna del nero · g7 cavallo del nero · c6 pedone del nero · e6 cavallo del nero · f6 alfiere del nero · c5 pedone del bianco · e5 pedone del nero · g5 pedone del nero · h5 pedone del nero · b4 pedone del bianco · c4 alfiere del bianco · e4 pedone del bianco · f4 pedone del nero · a3 pedone del bianco · c3 cavallo del bianco · f3 cavallo del bianco · h3 pedone del bianco · b2 alfiere del bianco · c2 donna del bianco · f2 pedone del bianco · g2 pedone del bianco · d1 torre del bianco · e1 torre del bianco · g1 re del bianco | a8 torre del nero · c8 alfiere del nero · f8 torre del nero · h8 re del nero · a7 pedone del nero · b7 pedone del nero · c7 donna del nero · g7 cavallo del nero · c6 pedone del nero · e6 cavallo del nero · f6 alfiere del nero · c5 pedone del bianco · e5 pedone del nero · g5 pedone del nero · h5 pedone del nero · b4 pedone del bianco · c4 alfiere del bianco · e4 pedone del bianco · f4 pedone del nero · a3 pedone del bianco · c3 cavallo del bianco · f3 cavallo del bianco · h3 pedone del bianco · b2 alfiere del bianco · c2 donna del bianco · f2 pedone del bianco · g2 pedone del bianco · d1 torre del bianco · e1 torre del bianco · g1 re del bianco | a8 torre del nero · c8 alfiere del nero · f8 torre del nero · h8 re del nero · a7 pedone del nero · b7 pedone del nero · c7 donna del nero · g7 cavallo del nero · c6 pedone del nero · e6 cavallo del nero · f6 alfiere del nero · c5 pedone del bianco · e5 pedone del nero · g5 pedone del nero · h5 pedone del nero · b4 pedone del bianco · c4 alfiere del bianco · e4 pedone del bianco · f4 pedone del nero · a3 pedone del bianco · c3 cavallo del bianco · f3 cavallo del bianco · h3 pedone del bianco · b2 alfiere del bianco · c2 donna del bianco · f2 pedone del bianco · g2 pedone del bianco · d1 torre del bianco · e1 torre del bianco · g1 re del bianco | a8 torre del nero · c8 alfiere del nero · f8 torre del nero · h8 re del nero · a7 pedone del nero · b7 pedone del nero · c7 donna del nero · g7 cavallo del nero · c6 pedone del nero · e6 cavallo del nero · f6 alfiere del nero · c5 pedone del bianco · e5 pedone del nero · g5 pedone del nero · h5 pedone del nero · b4 pedone del bianco · c4 alfiere del bianco · e4 pedone del bianco · f4 pedone del nero · a3 pedone del bianco · c3 cavallo del bianco · f3 cavallo del bianco · h3 pedone del bianco · b2 alfiere del bianco · c2 donna del bianco · f2 pedone del bianco · g2 pedone del bianco · d1 torre del bianco · e1 torre del bianco · g1 re del bianco | a8 torre del nero · c8 alfiere del nero · f8 torre del nero · h8 re del nero · a7 pedone del nero · b7 pedone del nero · c7 donna del nero · g7 cavallo del nero · c6 pedone del nero · e6 cavallo del nero · f6 alfiere del nero · c5 pedone del bianco · e5 pedone del nero · g5 pedone del nero · h5 pedone del nero · b4 pedone del bianco · c4 alfiere del bianco · e4 pedone del bianco · f4 pedone del nero · a3 pedone del bianco · c3 cavallo del bianco · f3 cavallo del bianco · h3 pedone del bianco · b2 alfiere del bianco · c2 donna del bianco · f2 pedone del bianco · g2 pedone del bianco · d1 torre del bianco · e1 torre del bianco · g1 re del bianco | a8 torre del nero · c8 alfiere del nero · f8 torre del nero · h8 re del nero · a7 pedone del nero · b7 pedone del nero · c7 donna del nero · g7 cavallo del nero · c6 pedone del nero · e6 cavallo del nero · f6 alfiere del nero · c5 pedone del bianco · e5 pedone del nero · g5 pedone del nero · h5 pedone del nero · b4 pedone del bianco · c4 alfiere del bianco · e4 pedone del bianco · f4 pedone del nero · a3 pedone del bianco · c3 cavallo del bianco · f3 cavallo del bianco · h3 pedone del bianco · b2 alfiere del bianco · c2 donna del bianco · f2 pedone del bianco · g2 pedone del bianco · d1 torre del bianco · e1 torre del bianco · g1 re del bianco | a8 torre del nero · c8 alfiere del nero · f8 torre del nero · h8 re del nero · a7 pedone del nero · b7 pedone del nero · c7 donna del nero · g7 cavallo del nero · c6 pedone del nero · e6 cavallo del nero · f6 alfiere del nero · c5 pedone del bianco · e5 pedone del nero · g5 pedone del nero · h5 pedone del nero · b4 pedone del bianco · c4 alfiere del bianco · e4 pedone del bianco · f4 pedone del nero · a3 pedone del bianco · c3 cavallo del bianco · f3 cavallo del bianco · h3 pedone del bianco · b2 alfiere del bianco · c2 donna del bianco · f2 pedone del bianco · g2 pedone del bianco · d1 torre del bianco · e1 torre del bianco · g1 re del bianco | a8 torre del nero · c8 alfiere del nero · f8 torre del nero · h8 re del nero · a7 pedone del nero · b7 pedone del nero · c7 donna del nero · g7 cavallo del nero · c6 pedone del nero · e6 cavallo del nero · f6 alfiere del nero · c5 pedone del bianco · e5 pedone del nero · g5 pedone del nero · h5 pedone del nero · b4 pedone del bianco · c4 alfiere del bianco · e4 pedone del bianco · f4 pedone del nero · a3 pedone del bianco · c3 cavallo del bianco · f3 cavallo del bianco · h3 pedone del bianco · b2 alfiere del bianco · c2 donna del bianco · f2 pedone del bianco · g2 pedone del bianco · d1 torre del bianco · e1 torre del bianco · g1 re del bianco | 7 |
| 6 | a8 torre del nero · c8 alfiere del nero · f8 torre del nero · h8 re del nero · a7 pedone del nero · b7 pedone del nero · c7 donna del nero · g7 cavallo del nero · c6 pedone del nero · e6 cavallo del nero · f6 alfiere del nero · c5 pedone del bianco · e5 pedone del nero · g5 pedone del nero · h5 pedone del nero · b4 pedone del bianco · c4 alfiere del bianco · e4 pedone del bianco · f4 pedone del nero · a3 pedone del bianco · c3 cavallo del bianco · f3 cavallo del bianco · h3 pedone del bianco · b2 alfiere del bianco · c2 donna del bianco · f2 pedone del bianco · g2 pedone del bianco · d1 torre del bianco · e1 torre del bianco · g1 re del bianco | a8 torre del nero · c8 alfiere del nero · f8 torre del nero · h8 re del nero · a7 pedone del nero · b7 pedone del nero · c7 donna del nero · g7 cavallo del nero · c6 pedone del nero · e6 cavallo del nero · f6 alfiere del nero · c5 pedone del bianco · e5 pedone del nero · g5 pedone del nero · h5 pedone del nero · b4 pedone del bianco · c4 alfiere del bianco · e4 pedone del bianco · f4 pedone del nero · a3 pedone del bianco · c3 cavallo del bianco · f3 cavallo del bianco · h3 pedone del bianco · b2 alfiere del bianco · c2 donna del bianco · f2 pedone del bianco · g2 pedone del bianco · d1 torre del bianco · e1 torre del bianco · g1 re del bianco | a8 torre del nero · c8 alfiere del nero · f8 torre del nero · h8 re del nero · a7 pedone del nero · b7 pedone del nero · c7 donna del nero · g7 cavallo del nero · c6 pedone del nero · e6 cavallo del nero · f6 alfiere del nero · c5 pedone del bianco · e5 pedone del nero · g5 pedone del nero · h5 pedone del nero · b4 pedone del bianco · c4 alfiere del bianco · e4 pedone del bianco · f4 pedone del nero · a3 pedone del bianco · c3 cavallo del bianco · f3 cavallo del bianco · h3 pedone del bianco · b2 alfiere del bianco · c2 donna del bianco · f2 pedone del bianco · g2 pedone del bianco · d1 torre del bianco · e1 torre del bianco · g1 re del bianco | a8 torre del nero · c8 alfiere del nero · f8 torre del nero · h8 re del nero · a7 pedone del nero · b7 pedone del nero · c7 donna del nero · g7 cavallo del nero · c6 pedone del nero · e6 cavallo del nero · f6 alfiere del nero · c5 pedone del bianco · e5 pedone del nero · g5 pedone del nero · h5 pedone del nero · b4 pedone del bianco · c4 alfiere del bianco · e4 pedone del bianco · f4 pedone del nero · a3 pedone del bianco · c3 cavallo del bianco · f3 cavallo del bianco · h3 pedone del bianco · b2 alfiere del bianco · c2 donna del bianco · f2 pedone del bianco · g2 pedone del bianco · d1 torre del bianco · e1 torre del bianco · g1 re del bianco | a8 torre del nero · c8 alfiere del nero · f8 torre del nero · h8 re del nero · a7 pedone del nero · b7 pedone del nero · c7 donna del nero · g7 cavallo del nero · c6 pedone del nero · e6 cavallo del nero · f6 alfiere del nero · c5 pedone del bianco · e5 pedone del nero · g5 pedone del nero · h5 pedone del nero · b4 pedone del bianco · c4 alfiere del bianco · e4 pedone del bianco · f4 pedone del nero · a3 pedone del bianco · c3 cavallo del bianco · f3 cavallo del bianco · h3 pedone del bianco · b2 alfiere del bianco · c2 donna del bianco · f2 pedone del bianco · g2 pedone del bianco · d1 torre del bianco · e1 torre del bianco · g1 re del bianco | a8 torre del nero · c8 alfiere del nero · f8 torre del nero · h8 re del nero · a7 pedone del nero · b7 pedone del nero · c7 donna del nero · g7 cavallo del nero · c6 pedone del nero · e6 cavallo del nero · f6 alfiere del nero · c5 pedone del bianco · e5 pedone del nero · g5 pedone del nero · h5 pedone del nero · b4 pedone del bianco · c4 alfiere del bianco · e4 pedone del bianco · f4 pedone del nero · a3 pedone del bianco · c3 cavallo del bianco · f3 cavallo del bianco · h3 pedone del bianco · b2 alfiere del bianco · c2 donna del bianco · f2 pedone del bianco · g2 pedone del bianco · d1 torre del bianco · e1 torre del bianco · g1 re del bianco | a8 torre del nero · c8 alfiere del nero · f8 torre del nero · h8 re del nero · a7 pedone del nero · b7 pedone del nero · c7 donna del nero · g7 cavallo del nero · c6 pedone del nero · e6 cavallo del nero · f6 alfiere del nero · c5 pedone del bianco · e5 pedone del nero · g5 pedone del nero · h5 pedone del nero · b4 pedone del bianco · c4 alfiere del bianco · e4 pedone del bianco · f4 pedone del nero · a3 pedone del bianco · c3 cavallo del bianco · f3 cavallo del bianco · h3 pedone del bianco · b2 alfiere del bianco · c2 donna del bianco · f2 pedone del bianco · g2 pedone del bianco · d1 torre del bianco · e1 torre del bianco · g1 re del bianco | a8 torre del nero · c8 alfiere del nero · f8 torre del nero · h8 re del nero · a7 pedone del nero · b7 pedone del nero · c7 donna del nero · g7 cavallo del nero · c6 pedone del nero · e6 cavallo del nero · f6 alfiere del nero · c5 pedone del bianco · e5 pedone del nero · g5 pedone del nero · h5 pedone del nero · b4 pedone del bianco · c4 alfiere del bianco · e4 pedone del bianco · f4 pedone del nero · a3 pedone del bianco · c3 cavallo del bianco · f3 cavallo del bianco · h3 pedone del bianco · b2 alfiere del bianco · c2 donna del bianco · f2 pedone del bianco · g2 pedone del bianco · d1 torre del bianco · e1 torre del bianco · g1 re del bianco | 6 |
| 5 | a8 torre del nero · c8 alfiere del nero · f8 torre del nero · h8 re del nero · a7 pedone del nero · b7 pedone del nero · c7 donna del nero · g7 cavallo del nero · c6 pedone del nero · e6 cavallo del nero · f6 alfiere del nero · c5 pedone del bianco · e5 pedone del nero · g5 pedone del nero · h5 pedone del nero · b4 pedone del bianco · c4 alfiere del bianco · e4 pedone del bianco · f4 pedone del nero · a3 pedone del bianco · c3 cavallo del bianco · f3 cavallo del bianco · h3 pedone del bianco · b2 alfiere del bianco · c2 donna del bianco · f2 pedone del bianco · g2 pedone del bianco · d1 torre del bianco · e1 torre del bianco · g1 re del bianco | a8 torre del nero · c8 alfiere del nero · f8 torre del nero · h8 re del nero · a7 pedone del nero · b7 pedone del nero · c7 donna del nero · g7 cavallo del nero · c6 pedone del nero · e6 cavallo del nero · f6 alfiere del nero · c5 pedone del bianco · e5 pedone del nero · g5 pedone del nero · h5 pedone del nero · b4 pedone del bianco · c4 alfiere del bianco · e4 pedone del bianco · f4 pedone del nero · a3 pedone del bianco · c3 cavallo del bianco · f3 cavallo del bianco · h3 pedone del bianco · b2 alfiere del bianco · c2 donna del bianco · f2 pedone del bianco · g2 pedone del bianco · d1 torre del bianco · e1 torre del bianco · g1 re del bianco | a8 torre del nero · c8 alfiere del nero · f8 torre del nero · h8 re del nero · a7 pedone del nero · b7 pedone del nero · c7 donna del nero · g7 cavallo del nero · c6 pedone del nero · e6 cavallo del nero · f6 alfiere del nero · c5 pedone del bianco · e5 pedone del nero · g5 pedone del nero · h5 pedone del nero · b4 pedone del bianco · c4 alfiere del bianco · e4 pedone del bianco · f4 pedone del nero · a3 pedone del bianco · c3 cavallo del bianco · f3 cavallo del bianco · h3 pedone del bianco · b2 alfiere del bianco · c2 donna del bianco · f2 pedone del bianco · g2 pedone del bianco · d1 torre del bianco · e1 torre del bianco · g1 re del bianco | a8 torre del nero · c8 alfiere del nero · f8 torre del nero · h8 re del nero · a7 pedone del nero · b7 pedone del nero · c7 donna del nero · g7 cavallo del nero · c6 pedone del nero · e6 cavallo del nero · f6 alfiere del nero · c5 pedone del bianco · e5 pedone del nero · g5 pedone del nero · h5 pedone del nero · b4 pedone del bianco · c4 alfiere del bianco · e4 pedone del bianco · f4 pedone del nero · a3 pedone del bianco · c3 cavallo del bianco · f3 cavallo del bianco · h3 pedone del bianco · b2 alfiere del bianco · c2 donna del bianco · f2 pedone del bianco · g2 pedone del bianco · d1 torre del bianco · e1 torre del bianco · g1 re del bianco | a8 torre del nero · c8 alfiere del nero · f8 torre del nero · h8 re del nero · a7 pedone del nero · b7 pedone del nero · c7 donna del nero · g7 cavallo del nero · c6 pedone del nero · e6 cavallo del nero · f6 alfiere del nero · c5 pedone del bianco · e5 pedone del nero · g5 pedone del nero · h5 pedone del nero · b4 pedone del bianco · c4 alfiere del bianco · e4 pedone del bianco · f4 pedone del nero · a3 pedone del bianco · c3 cavallo del bianco · f3 cavallo del bianco · h3 pedone del bianco · b2 alfiere del bianco · c2 donna del bianco · f2 pedone del bianco · g2 pedone del bianco · d1 torre del bianco · e1 torre del bianco · g1 re del bianco | a8 torre del nero · c8 alfiere del nero · f8 torre del nero · h8 re del nero · a7 pedone del nero · b7 pedone del nero · c7 donna del nero · g7 cavallo del nero · c6 pedone del nero · e6 cavallo del nero · f6 alfiere del nero · c5 pedone del bianco · e5 pedone del nero · g5 pedone del nero · h5 pedone del nero · b4 pedone del bianco · c4 alfiere del bianco · e4 pedone del bianco · f4 pedone del nero · a3 pedone del bianco · c3 cavallo del bianco · f3 cavallo del bianco · h3 pedone del bianco · b2 alfiere del bianco · c2 donna del bianco · f2 pedone del bianco · g2 pedone del bianco · d1 torre del bianco · e1 torre del bianco · g1 re del bianco | a8 torre del nero · c8 alfiere del nero · f8 torre del nero · h8 re del nero · a7 pedone del nero · b7 pedone del nero · c7 donna del nero · g7 cavallo del nero · c6 pedone del nero · e6 cavallo del nero · f6 alfiere del nero · c5 pedone del bianco · e5 pedone del nero · g5 pedone del nero · h5 pedone del nero · b4 pedone del bianco · c4 alfiere del bianco · e4 pedone del bianco · f4 pedone del nero · a3 pedone del bianco · c3 cavallo del bianco · f3 cavallo del bianco · h3 pedone del bianco · b2 alfiere del bianco · c2 donna del bianco · f2 pedone del bianco · g2 pedone del bianco · d1 torre del bianco · e1 torre del bianco · g1 re del bianco | a8 torre del nero · c8 alfiere del nero · f8 torre del nero · h8 re del nero · a7 pedone del nero · b7 pedone del nero · c7 donna del nero · g7 cavallo del nero · c6 pedone del nero · e6 cavallo del nero · f6 alfiere del nero · c5 pedone del bianco · e5 pedone del nero · g5 pedone del nero · h5 pedone del nero · b4 pedone del bianco · c4 alfiere del bianco · e4 pedone del bianco · f4 pedone del nero · a3 pedone del bianco · c3 cavallo del bianco · f3 cavallo del bianco · h3 pedone del bianco · b2 alfiere del bianco · c2 donna del bianco · f2 pedone del bianco · g2 pedone del bianco · d1 torre del bianco · e1 torre del bianco · g1 re del bianco | 5 |
| 4 | a8 torre del nero · c8 alfiere del nero · f8 torre del nero · h8 re del nero · a7 pedone del nero · b7 pedone del nero · c7 donna del nero · g7 cavallo del nero · c6 pedone del nero · e6 cavallo del nero · f6 alfiere del nero · c5 pedone del bianco · e5 pedone del nero · g5 pedone del nero · h5 pedone del nero · b4 pedone del bianco · c4 alfiere del bianco · e4 pedone del bianco · f4 pedone del nero · a3 pedone del bianco · c3 cavallo del bianco · f3 cavallo del bianco · h3 pedone del bianco · b2 alfiere del bianco · c2 donna del bianco · f2 pedone del bianco · g2 pedone del bianco · d1 torre del bianco · e1 torre del bianco · g1 re del bianco | a8 torre del nero · c8 alfiere del nero · f8 torre del nero · h8 re del nero · a7 pedone del nero · b7 pedone del nero · c7 donna del nero · g7 cavallo del nero · c6 pedone del nero · e6 cavallo del nero · f6 alfiere del nero · c5 pedone del bianco · e5 pedone del nero · g5 pedone del nero · h5 pedone del nero · b4 pedone del bianco · c4 alfiere del bianco · e4 pedone del bianco · f4 pedone del nero · a3 pedone del bianco · c3 cavallo del bianco · f3 cavallo del bianco · h3 pedone del bianco · b2 alfiere del bianco · c2 donna del bianco · f2 pedone del bianco · g2 pedone del bianco · d1 torre del bianco · e1 torre del bianco · g1 re del bianco | a8 torre del nero · c8 alfiere del nero · f8 torre del nero · h8 re del nero · a7 pedone del nero · b7 pedone del nero · c7 donna del nero · g7 cavallo del nero · c6 pedone del nero · e6 cavallo del nero · f6 alfiere del nero · c5 pedone del bianco · e5 pedone del nero · g5 pedone del nero · h5 pedone del nero · b4 pedone del bianco · c4 alfiere del bianco · e4 pedone del bianco · f4 pedone del nero · a3 pedone del bianco · c3 cavallo del bianco · f3 cavallo del bianco · h3 pedone del bianco · b2 alfiere del bianco · c2 donna del bianco · f2 pedone del bianco · g2 pedone del bianco · d1 torre del bianco · e1 torre del bianco · g1 re del bianco | a8 torre del nero · c8 alfiere del nero · f8 torre del nero · h8 re del nero · a7 pedone del nero · b7 pedone del nero · c7 donna del nero · g7 cavallo del nero · c6 pedone del nero · e6 cavallo del nero · f6 alfiere del nero · c5 pedone del bianco · e5 pedone del nero · g5 pedone del nero · h5 pedone del nero · b4 pedone del bianco · c4 alfiere del bianco · e4 pedone del bianco · f4 pedone del nero · a3 pedone del bianco · c3 cavallo del bianco · f3 cavallo del bianco · h3 pedone del bianco · b2 alfiere del bianco · c2 donna del bianco · f2 pedone del bianco · g2 pedone del bianco · d1 torre del bianco · e1 torre del bianco · g1 re del bianco | a8 torre del nero · c8 alfiere del nero · f8 torre del nero · h8 re del nero · a7 pedone del nero · b7 pedone del nero · c7 donna del nero · g7 cavallo del nero · c6 pedone del nero · e6 cavallo del nero · f6 alfiere del nero · c5 pedone del bianco · e5 pedone del nero · g5 pedone del nero · h5 pedone del nero · b4 pedone del bianco · c4 alfiere del bianco · e4 pedone del bianco · f4 pedone del nero · a3 pedone del bianco · c3 cavallo del bianco · f3 cavallo del bianco · h3 pedone del bianco · b2 alfiere del bianco · c2 donna del bianco · f2 pedone del bianco · g2 pedone del bianco · d1 torre del bianco · e1 torre del bianco · g1 re del bianco | a8 torre del nero · c8 alfiere del nero · f8 torre del nero · h8 re del nero · a7 pedone del nero · b7 pedone del nero · c7 donna del nero · g7 cavallo del nero · c6 pedone del nero · e6 cavallo del nero · f6 alfiere del nero · c5 pedone del bianco · e5 pedone del nero · g5 pedone del nero · h5 pedone del nero · b4 pedone del bianco · c4 alfiere del bianco · e4 pedone del bianco · f4 pedone del nero · a3 pedone del bianco · c3 cavallo del bianco · f3 cavallo del bianco · h3 pedone del bianco · b2 alfiere del bianco · c2 donna del bianco · f2 pedone del bianco · g2 pedone del bianco · d1 torre del bianco · e1 torre del bianco · g1 re del bianco | a8 torre del nero · c8 alfiere del nero · f8 torre del nero · h8 re del nero · a7 pedone del nero · b7 pedone del nero · c7 donna del nero · g7 cavallo del nero · c6 pedone del nero · e6 cavallo del nero · f6 alfiere del nero · c5 pedone del bianco · e5 pedone del nero · g5 pedone del nero · h5 pedone del nero · b4 pedone del bianco · c4 alfiere del bianco · e4 pedone del bianco · f4 pedone del nero · a3 pedone del bianco · c3 cavallo del bianco · f3 cavallo del bianco · h3 pedone del bianco · b2 alfiere del bianco · c2 donna del bianco · f2 pedone del bianco · g2 pedone del bianco · d1 torre del bianco · e1 torre del bianco · g1 re del bianco | a8 torre del nero · c8 alfiere del nero · f8 torre del nero · h8 re del nero · a7 pedone del nero · b7 pedone del nero · c7 donna del nero · g7 cavallo del nero · c6 pedone del nero · e6 cavallo del nero · f6 alfiere del nero · c5 pedone del bianco · e5 pedone del nero · g5 pedone del nero · h5 pedone del nero · b4 pedone del bianco · c4 alfiere del bianco · e4 pedone del bianco · f4 pedone del nero · a3 pedone del bianco · c3 cavallo del bianco · f3 cavallo del bianco · h3 pedone del bianco · b2 alfiere del bianco · c2 donna del bianco · f2 pedone del bianco · g2 pedone del bianco · d1 torre del bianco · e1 torre del bianco · g1 re del bianco | 4 |
| 3 | a8 torre del nero · c8 alfiere del nero · f8 torre del nero · h8 re del nero · a7 pedone del nero · b7 pedone del nero · c7 donna del nero · g7 cavallo del nero · c6 pedone del nero · e6 cavallo del nero · f6 alfiere del nero · c5 pedone del bianco · e5 pedone del nero · g5 pedone del nero · h5 pedone del nero · b4 pedone del bianco · c4 alfiere del bianco · e4 pedone del bianco · f4 pedone del nero · a3 pedone del bianco · c3 cavallo del bianco · f3 cavallo del bianco · h3 pedone del bianco · b2 alfiere del bianco · c2 donna del bianco · f2 pedone del bianco · g2 pedone del bianco · d1 torre del bianco · e1 torre del bianco · g1 re del bianco | a8 torre del nero · c8 alfiere del nero · f8 torre del nero · h8 re del nero · a7 pedone del nero · b7 pedone del nero · c7 donna del nero · g7 cavallo del nero · c6 pedone del nero · e6 cavallo del nero · f6 alfiere del nero · c5 pedone del bianco · e5 pedone del nero · g5 pedone del nero · h5 pedone del nero · b4 pedone del bianco · c4 alfiere del bianco · e4 pedone del bianco · f4 pedone del nero · a3 pedone del bianco · c3 cavallo del bianco · f3 cavallo del bianco · h3 pedone del bianco · b2 alfiere del bianco · c2 donna del bianco · f2 pedone del bianco · g2 pedone del bianco · d1 torre del bianco · e1 torre del bianco · g1 re del bianco | a8 torre del nero · c8 alfiere del nero · f8 torre del nero · h8 re del nero · a7 pedone del nero · b7 pedone del nero · c7 donna del nero · g7 cavallo del nero · c6 pedone del nero · e6 cavallo del nero · f6 alfiere del nero · c5 pedone del bianco · e5 pedone del nero · g5 pedone del nero · h5 pedone del nero · b4 pedone del bianco · c4 alfiere del bianco · e4 pedone del bianco · f4 pedone del nero · a3 pedone del bianco · c3 cavallo del bianco · f3 cavallo del bianco · h3 pedone del bianco · b2 alfiere del bianco · c2 donna del bianco · f2 pedone del bianco · g2 pedone del bianco · d1 torre del bianco · e1 torre del bianco · g1 re del bianco | a8 torre del nero · c8 alfiere del nero · f8 torre del nero · h8 re del nero · a7 pedone del nero · b7 pedone del nero · c7 donna del nero · g7 cavallo del nero · c6 pedone del nero · e6 cavallo del nero · f6 alfiere del nero · c5 pedone del bianco · e5 pedone del nero · g5 pedone del nero · h5 pedone del nero · b4 pedone del bianco · c4 alfiere del bianco · e4 pedone del bianco · f4 pedone del nero · a3 pedone del bianco · c3 cavallo del bianco · f3 cavallo del bianco · h3 pedone del bianco · b2 alfiere del bianco · c2 donna del bianco · f2 pedone del bianco · g2 pedone del bianco · d1 torre del bianco · e1 torre del bianco · g1 re del bianco | a8 torre del nero · c8 alfiere del nero · f8 torre del nero · h8 re del nero · a7 pedone del nero · b7 pedone del nero · c7 donna del nero · g7 cavallo del nero · c6 pedone del nero · e6 cavallo del nero · f6 alfiere del nero · c5 pedone del bianco · e5 pedone del nero · g5 pedone del nero · h5 pedone del nero · b4 pedone del bianco · c4 alfiere del bianco · e4 pedone del bianco · f4 pedone del nero · a3 pedone del bianco · c3 cavallo del bianco · f3 cavallo del bianco · h3 pedone del bianco · b2 alfiere del bianco · c2 donna del bianco · f2 pedone del bianco · g2 pedone del bianco · d1 torre del bianco · e1 torre del bianco · g1 re del bianco | a8 torre del nero · c8 alfiere del nero · f8 torre del nero · h8 re del nero · a7 pedone del nero · b7 pedone del nero · c7 donna del nero · g7 cavallo del nero · c6 pedone del nero · e6 cavallo del nero · f6 alfiere del nero · c5 pedone del bianco · e5 pedone del nero · g5 pedone del nero · h5 pedone del nero · b4 pedone del bianco · c4 alfiere del bianco · e4 pedone del bianco · f4 pedone del nero · a3 pedone del bianco · c3 cavallo del bianco · f3 cavallo del bianco · h3 pedone del bianco · b2 alfiere del bianco · c2 donna del bianco · f2 pedone del bianco · g2 pedone del bianco · d1 torre del bianco · e1 torre del bianco · g1 re del bianco | a8 torre del nero · c8 alfiere del nero · f8 torre del nero · h8 re del nero · a7 pedone del nero · b7 pedone del nero · c7 donna del nero · g7 cavallo del nero · c6 pedone del nero · e6 cavallo del nero · f6 alfiere del nero · c5 pedone del bianco · e5 pedone del nero · g5 pedone del nero · h5 pedone del nero · b4 pedone del bianco · c4 alfiere del bianco · e4 pedone del bianco · f4 pedone del nero · a3 pedone del bianco · c3 cavallo del bianco · f3 cavallo del bianco · h3 pedone del bianco · b2 alfiere del bianco · c2 donna del bianco · f2 pedone del bianco · g2 pedone del bianco · d1 torre del bianco · e1 torre del bianco · g1 re del bianco | a8 torre del nero · c8 alfiere del nero · f8 torre del nero · h8 re del nero · a7 pedone del nero · b7 pedone del nero · c7 donna del nero · g7 cavallo del nero · c6 pedone del nero · e6 cavallo del nero · f6 alfiere del nero · c5 pedone del bianco · e5 pedone del nero · g5 pedone del nero · h5 pedone del nero · b4 pedone del bianco · c4 alfiere del bianco · e4 pedone del bianco · f4 pedone del nero · a3 pedone del bianco · c3 cavallo del bianco · f3 cavallo del bianco · h3 pedone del bianco · b2 alfiere del bianco · c2 donna del bianco · f2 pedone del bianco · g2 pedone del bianco · d1 torre del bianco · e1 torre del bianco · g1 re del bianco | 3 |
| 2 | a8 torre del nero · c8 alfiere del nero · f8 torre del nero · h8 re del nero · a7 pedone del nero · b7 pedone del nero · c7 donna del nero · g7 cavallo del nero · c6 pedone del nero · e6 cavallo del nero · f6 alfiere del nero · c5 pedone del bianco · e5 pedone del nero · g5 pedone del nero · h5 pedone del nero · b4 pedone del bianco · c4 alfiere del bianco · e4 pedone del bianco · f4 pedone del nero · a3 pedone del bianco · c3 cavallo del bianco · f3 cavallo del bianco · h3 pedone del bianco · b2 alfiere del bianco · c2 donna del bianco · f2 pedone del bianco · g2 pedone del bianco · d1 torre del bianco · e1 torre del bianco · g1 re del bianco | a8 torre del nero · c8 alfiere del nero · f8 torre del nero · h8 re del nero · a7 pedone del nero · b7 pedone del nero · c7 donna del nero · g7 cavallo del nero · c6 pedone del nero · e6 cavallo del nero · f6 alfiere del nero · c5 pedone del bianco · e5 pedone del nero · g5 pedone del nero · h5 pedone del nero · b4 pedone del bianco · c4 alfiere del bianco · e4 pedone del bianco · f4 pedone del nero · a3 pedone del bianco · c3 cavallo del bianco · f3 cavallo del bianco · h3 pedone del bianco · b2 alfiere del bianco · c2 donna del bianco · f2 pedone del bianco · g2 pedone del bianco · d1 torre del bianco · e1 torre del bianco · g1 re del bianco | a8 torre del nero · c8 alfiere del nero · f8 torre del nero · h8 re del nero · a7 pedone del nero · b7 pedone del nero · c7 donna del nero · g7 cavallo del nero · c6 pedone del nero · e6 cavallo del nero · f6 alfiere del nero · c5 pedone del bianco · e5 pedone del nero · g5 pedone del nero · h5 pedone del nero · b4 pedone del bianco · c4 alfiere del bianco · e4 pedone del bianco · f4 pedone del nero · a3 pedone del bianco · c3 cavallo del bianco · f3 cavallo del bianco · h3 pedone del bianco · b2 alfiere del bianco · c2 donna del bianco · f2 pedone del bianco · g2 pedone del bianco · d1 torre del bianco · e1 torre del bianco · g1 re del bianco | a8 torre del nero · c8 alfiere del nero · f8 torre del nero · h8 re del nero · a7 pedone del nero · b7 pedone del nero · c7 donna del nero · g7 cavallo del nero · c6 pedone del nero · e6 cavallo del nero · f6 alfiere del nero · c5 pedone del bianco · e5 pedone del nero · g5 pedone del nero · h5 pedone del nero · b4 pedone del bianco · c4 alfiere del bianco · e4 pedone del bianco · f4 pedone del nero · a3 pedone del bianco · c3 cavallo del bianco · f3 cavallo del bianco · h3 pedone del bianco · b2 alfiere del bianco · c2 donna del bianco · f2 pedone del bianco · g2 pedone del bianco · d1 torre del bianco · e1 torre del bianco · g1 re del bianco | a8 torre del nero · c8 alfiere del nero · f8 torre del nero · h8 re del nero · a7 pedone del nero · b7 pedone del nero · c7 donna del nero · g7 cavallo del nero · c6 pedone del nero · e6 cavallo del nero · f6 alfiere del nero · c5 pedone del bianco · e5 pedone del nero · g5 pedone del nero · h5 pedone del nero · b4 pedone del bianco · c4 alfiere del bianco · e4 pedone del bianco · f4 pedone del nero · a3 pedone del bianco · c3 cavallo del bianco · f3 cavallo del bianco · h3 pedone del bianco · b2 alfiere del bianco · c2 donna del bianco · f2 pedone del bianco · g2 pedone del bianco · d1 torre del bianco · e1 torre del bianco · g1 re del bianco | a8 torre del nero · c8 alfiere del nero · f8 torre del nero · h8 re del nero · a7 pedone del nero · b7 pedone del nero · c7 donna del nero · g7 cavallo del nero · c6 pedone del nero · e6 cavallo del nero · f6 alfiere del nero · c5 pedone del bianco · e5 pedone del nero · g5 pedone del nero · h5 pedone del nero · b4 pedone del bianco · c4 alfiere del bianco · e4 pedone del bianco · f4 pedone del nero · a3 pedone del bianco · c3 cavallo del bianco · f3 cavallo del bianco · h3 pedone del bianco · b2 alfiere del bianco · c2 donna del bianco · f2 pedone del bianco · g2 pedone del bianco · d1 torre del bianco · e1 torre del bianco · g1 re del bianco | a8 torre del nero · c8 alfiere del nero · f8 torre del nero · h8 re del nero · a7 pedone del nero · b7 pedone del nero · c7 donna del nero · g7 cavallo del nero · c6 pedone del nero · e6 cavallo del nero · f6 alfiere del nero · c5 pedone del bianco · e5 pedone del nero · g5 pedone del nero · h5 pedone del nero · b4 pedone del bianco · c4 alfiere del bianco · e4 pedone del bianco · f4 pedone del nero · a3 pedone del bianco · c3 cavallo del bianco · f3 cavallo del bianco · h3 pedone del bianco · b2 alfiere del bianco · c2 donna del bianco · f2 pedone del bianco · g2 pedone del bianco · d1 torre del bianco · e1 torre del bianco · g1 re del bianco | a8 torre del nero · c8 alfiere del nero · f8 torre del nero · h8 re del nero · a7 pedone del nero · b7 pedone del nero · c7 donna del nero · g7 cavallo del nero · c6 pedone del nero · e6 cavallo del nero · f6 alfiere del nero · c5 pedone del bianco · e5 pedone del nero · g5 pedone del nero · h5 pedone del nero · b4 pedone del bianco · c4 alfiere del bianco · e4 pedone del bianco · f4 pedone del nero · a3 pedone del bianco · c3 cavallo del bianco · f3 cavallo del bianco · h3 pedone del bianco · b2 alfiere del bianco · c2 donna del bianco · f2 pedone del bianco · g2 pedone del bianco · d1 torre del bianco · e1 torre del bianco · g1 re del bianco | 2 |
| 1 | a8 torre del nero · c8 alfiere del nero · f8 torre del nero · h8 re del nero · a7 pedone del nero · b7 pedone del nero · c7 donna del nero · g7 cavallo del nero · c6 pedone del nero · e6 cavallo del nero · f6 alfiere del nero · c5 pedone del bianco · e5 pedone del nero · g5 pedone del nero · h5 pedone del nero · b4 pedone del bianco · c4 alfiere del bianco · e4 pedone del bianco · f4 pedone del nero · a3 pedone del bianco · c3 cavallo del bianco · f3 cavallo del bianco · h3 pedone del bianco · b2 alfiere del bianco · c2 donna del bianco · f2 pedone del bianco · g2 pedone del bianco · d1 torre del bianco · e1 torre del bianco · g1 re del bianco | a8 torre del nero · c8 alfiere del nero · f8 torre del nero · h8 re del nero · a7 pedone del nero · b7 pedone del nero · c7 donna del nero · g7 cavallo del nero · c6 pedone del nero · e6 cavallo del nero · f6 alfiere del nero · c5 pedone del bianco · e5 pedone del nero · g5 pedone del nero · h5 pedone del nero · b4 pedone del bianco · c4 alfiere del bianco · e4 pedone del bianco · f4 pedone del nero · a3 pedone del bianco · c3 cavallo del bianco · f3 cavallo del bianco · h3 pedone del bianco · b2 alfiere del bianco · c2 donna del bianco · f2 pedone del bianco · g2 pedone del bianco · d1 torre del bianco · e1 torre del bianco · g1 re del bianco | a8 torre del nero · c8 alfiere del nero · f8 torre del nero · h8 re del nero · a7 pedone del nero · b7 pedone del nero · c7 donna del nero · g7 cavallo del nero · c6 pedone del nero · e6 cavallo del nero · f6 alfiere del nero · c5 pedone del bianco · e5 pedone del nero · g5 pedone del nero · h5 pedone del nero · b4 pedone del bianco · c4 alfiere del bianco · e4 pedone del bianco · f4 pedone del nero · a3 pedone del bianco · c3 cavallo del bianco · f3 cavallo del bianco · h3 pedone del bianco · b2 alfiere del bianco · c2 donna del bianco · f2 pedone del bianco · g2 pedone del bianco · d1 torre del bianco · e1 torre del bianco · g1 re del bianco | a8 torre del nero · c8 alfiere del nero · f8 torre del nero · h8 re del nero · a7 pedone del nero · b7 pedone del nero · c7 donna del nero · g7 cavallo del nero · c6 pedone del nero · e6 cavallo del nero · f6 alfiere del nero · c5 pedone del bianco · e5 pedone del nero · g5 pedone del nero · h5 pedone del nero · b4 pedone del bianco · c4 alfiere del bianco · e4 pedone del bianco · f4 pedone del nero · a3 pedone del bianco · c3 cavallo del bianco · f3 cavallo del bianco · h3 pedone del bianco · b2 alfiere del bianco · c2 donna del bianco · f2 pedone del bianco · g2 pedone del bianco · d1 torre del bianco · e1 torre del bianco · g1 re del bianco | a8 torre del nero · c8 alfiere del nero · f8 torre del nero · h8 re del nero · a7 pedone del nero · b7 pedone del nero · c7 donna del nero · g7 cavallo del nero · c6 pedone del nero · e6 cavallo del nero · f6 alfiere del nero · c5 pedone del bianco · e5 pedone del nero · g5 pedone del nero · h5 pedone del nero · b4 pedone del bianco · c4 alfiere del bianco · e4 pedone del bianco · f4 pedone del nero · a3 pedone del bianco · c3 cavallo del bianco · f3 cavallo del bianco · h3 pedone del bianco · b2 alfiere del bianco · c2 donna del bianco · f2 pedone del bianco · g2 pedone del bianco · d1 torre del bianco · e1 torre del bianco · g1 re del bianco | a8 torre del nero · c8 alfiere del nero · f8 torre del nero · h8 re del nero · a7 pedone del nero · b7 pedone del nero · c7 donna del nero · g7 cavallo del nero · c6 pedone del nero · e6 cavallo del nero · f6 alfiere del nero · c5 pedone del bianco · e5 pedone del nero · g5 pedone del nero · h5 pedone del nero · b4 pedone del bianco · c4 alfiere del bianco · e4 pedone del bianco · f4 pedone del nero · a3 pedone del bianco · c3 cavallo del bianco · f3 cavallo del bianco · h3 pedone del bianco · b2 alfiere del bianco · c2 donna del bianco · f2 pedone del bianco · g2 pedone del bianco · d1 torre del bianco · e1 torre del bianco · g1 re del bianco | a8 torre del nero · c8 alfiere del nero · f8 torre del nero · h8 re del nero · a7 pedone del nero · b7 pedone del nero · c7 donna del nero · g7 cavallo del nero · c6 pedone del nero · e6 cavallo del nero · f6 alfiere del nero · c5 pedone del bianco · e5 pedone del nero · g5 pedone del nero · h5 pedone del nero · b4 pedone del bianco · c4 alfiere del bianco · e4 pedone del bianco · f4 pedone del nero · a3 pedone del bianco · c3 cavallo del bianco · f3 cavallo del bianco · h3 pedone del bianco · b2 alfiere del bianco · c2 donna del bianco · f2 pedone del bianco · g2 pedone del bianco · d1 torre del bianco · e1 torre del bianco · g1 re del bianco | a8 torre del nero · c8 alfiere del nero · f8 torre del nero · h8 re del nero · a7 pedone del nero · b7 pedone del nero · c7 donna del nero · g7 cavallo del nero · c6 pedone del nero · e6 cavallo del nero · f6 alfiere del nero · c5 pedone del bianco · e5 pedone del nero · g5 pedone del nero · h5 pedone del nero · b4 pedone del bianco · c4 alfiere del bianco · e4 pedone del bianco · f4 pedone del nero · a3 pedone del bianco · c3 cavallo del bianco · f3 cavallo del bianco · h3 pedone del bianco · b2 alfiere del bianco · c2 donna del bianco · f2 pedone del bianco · g2 pedone del bianco · d1 torre del bianco · e1 torre del bianco · g1 re del bianco | 1 |
|   | a | b | c | d | e | f | g | h |   |

- Ossip Bernstein–Miguel Najdorf, Montevideo 1954. Premio di bellezza del torneo.

Difesa vecchia indiana A-55 – 1. d4 Cf6 2. c4 d6 3. Cc3 Cbd7 4. e4 e5 5. Cf3 g6 6. dxe5 dxe5 7. Ae2 c6 8. 0-0 Dc7 9. h3 Cc5
10. Dc2 Ch5 11. Te1 Ce6 12. Ae3 Ae7 13. Tad1 0-0 14. Af1 Chg7 15. a3 f5 16. b4 f4 17. Ac1 Af6 18. c5 g5 19. Ac4 Rh8 20. Ab2 h5
21. Cd5!!  cxd5 22. exd5 Cd4 23. Cxd4 exd4 24. d6 Dd7 (altrimenti 25. Dg6 e vince) 25. Txd4!  f3 (se ... Axd4 26. Axd4 Te7
27. Dg6! e poi matto) 26. Tde4 Df5 27. g4! hxg4 28. hxg4 Dg6 29. Te8! Af5 30. Txa8 Txa8 31. gxf5 Dh5 32. Te4 Dh3 33. Af1 Dxf5
34. Th4+!!  (uno splendido tocco finale!) 34. ...gxh4 35. Dxf5 Cxf5 36. Axf6+ Rg8 37. d7 (1–0).   Vedi la partita online
- Ossip Bernstein - Jacques Mieses, Coburg 1904, Siciliana Taimanov B45, 1-0, su chessgames.com.
- Ossip Bernstein - Emanuel Lasker, San Pietroburgo 1914, Spagnola C66, 1-0, su chessgames.com.
- Savielly Tartakower - Ossip Bernstein, Parigi 1937, Philidor C41, 0-1, su chessgames.com.